# Formula Renault 2000 Italia 2001
Formula Renault 2000 Italia 2001 var ett race som vanns av den 20-årige australiern Ryan Briscoe.

## Kalender
| Datum        | Bana                          | Segrare           |
| ------------ | ----------------------------- | ----------------- |
| 22 april     | ACI Vallelunga Circuit        | Fabio Carbone     |
| 6 maj        | Autodromo di Pergusa          | Fabio Carbone     |
| 20 maj       | Autodromo dell'Umbria         | Ryan Briscoe      |
| 23 juni      | Autodromo Nazionale Monza     | Juan Martín Ponte |
| 8 juli       | Misano World Circuit          | Ryan Briscoe      |
| 22 juli      | Autodromo di Vairano          | Mirko Venturi     |
| 26 augusti   | Autodromo Enzo e Dino Ferrari | Ryan Briscoe      |
| 9 september  | Circuito del Mugello          | Ryan Briscoe      |
| 23 september | Autodromo del Levante         | Ryan Briscoe      |
| 4 november   | Autódromo do Estoril          | César Campaniço   |

## Slutställning
| Plats | Förare              | Poäng |
| ----- | ------------------- | ----- |
| 1     | Ryan Briscoe        | 226   |
| 2     | César Campaniço     | 172   |
| 3     | Fabio Carbone       | 154   |
| 4     | Mirko Venturi       | 140   |
| 5     | Davide Di Benedetto | 81    |
| 6     | Juan Martín Ponte   | 80    |